# Нордвік (бухта)
Нордвік — бухта біля південно-західного берега моря Лаптєвих, на східному краю півострова Таймир. Відкрита на північ, вдається в материк на 37 км. Ширина 39 км. Глибина до 6 м. Розташована в естуарії Хатанзької затоки між півостровами Хара-Тумус і Нордвік.
Назва бухті дана учасниками Ленськ-Хатанзького загону Великої Північної експедиції (1733—1743) в серпні 1739 року. Загін під командуванням полярного дослідника Харитона Лаптєва на дубель-шлюпці «Якутськ» відкрив бухту і дав їй ім'я Нордвік (Північна затока).
У 1930-ті роки тут було багатолюдно — курсували криголами, створювали Північний морський шлях. У сусідніх Тіксі і на Мисі Шмідта були побудовані аеропорти (Тіксі), а селище Нордвік повинно було вирости в місто.